# Погорелка (село, Глебовское сельское поселение)
Не следует путать с деревней, входящий в это же сельское поселение.
Погоре́лка — село, административный центр Погорельского сельского округа Глебовского сельского поселения Рыбинского района Ярославской области.
Село расположено в северо-западной части сельского поселения, в центре полуострова, выступающего в воды Рыбинского водохранилища. По западной окраине села проходит основная транспортная магистраль сельского округа — дорога из центра сельского поселения Глебово на Легково, стоящее в крайней северной точке упомянутого полуострова. В настоящее время эта дорога проходит западнее села, но в прошлом проходила через его центр, где сходятся старая дорога, идущая с юга на север, и дорога с запада на восток. На старой дороге южнее Погорелки стоит деревня Калита, ближайшая деревня с севера — Тебениха. К востоку от деревни протекает в северном направлении ручей, за которым стоит деревня Палкино. В юго-западном направлении через Мартьяново идёт дорога на волжский берег в район Коприна. В состав Погорелки включена деревня Малинники, считавшаяся отдельным населённым пунктом, и располагавшаяся к западу от дороги Рыбинск — Легково.
На плане Генерального межевания Рыбинского уезда 1792 года указана Деревня Погорелка, расположенная на восточном, правом берегу ручья, ближе к деревне Палкино. На месте современного села на плане обозначена деревня, название которой можно прочитать как Мешкова. К юго-западу от Палкина, также на правом берегу ручья на плане показана деревня Притыкина, в настоящее время не сохранившаяся.
На 1 января 2007 года в деревне числилось 307 постоянных жителей. Почтовое отделение, расположенное в селе, обслуживает дома на пяти улицах: Копринской, Мешкова, Новосёлов, Центральной, Малинников и ряд окрестных деревень.
В Погорелке родился Н. Н. Никулин — искусствовед, член-корреспондент Российской академии художеств, автор воспоминаний о Великой Отечественной войне.
Есть своя информационная программа на видеохостинге YouTube «Вести из Погорелки».